# 温迪施洛伊巴
温迪施洛伊巴（德語：Windischleuba）是德国图林根州的市镇，隶属于阿尔滕堡地区县。总面积为20.74平方千米，截至2023年12月31日总人口为1,861人。